# Laura Freigang
Laura Freigang (Quiel, 1 de fevereiro de 1998) é uma futebolista alemã que atua como atacante. Atualmente joga pelo Eintracht Frankfurt.

## Vida pessoal
Freigang estudou ciências da comunicação e mais tarde psicologia na Universidade Estadual da Pensilvânia de 2016 a 2018. Ela estuda ciências do esporte na Universidade Goethe de Frankfurt desde o semestre de inverno de 2018/19.
Em dezembro de 2023, Freigang publicou um livro com fotografias pessoais da campanha da Alemanha na Copa do Mundo. A edição limitada esgotou em dez minutos.

## Carreira
Laura Freigang começou a jogar futebol no FSV Oppenheim. Depois de nove anos, ela se mudou para Holstein Kiel em 2011 devido à mudança de sua família. Na temporada 2012/2013, ela fez suas primeiras aparições no time júnior B na primeira classe Bundesliga Norte/Nordeste. Ela marcou dois gols em sua estreia em 3 de novembro de 2012 contra o Werder Bremen. Ela marcou outro gol em um total de oito aparições nesta temporada. Na temporada seguinte, Freigang foi parte integrante da equipe e marcou 15 gols em 17 aparições na Bundesliga, o quinto maior número na temporada Norte/Nordeste.
Após três anos em Kiel, Freigang voltou para a Renânia-Palatinado no verão de 2014, para o time da liga regional TSV Schott Mainz. Em sua primeira temporada, ela marcou 20 gols em 18 jogos, o terceiro maior número da liga. Com o TSV Schott, eles alcançaram a promoção para a 2ª Bundesliga como campeões invictos. Na temporada seguinte, ela marcou quatro gols em 13 jogos da segunda divisão.
Em agosto de 2016, Freigang estudou na Pennsylvania State University com uma bolsa esportiva e, ao mesmo tempo, jogou pelo time de futebol da universidade na Big Ten Conference. Freigang marcou um gol no primeiro jogo da temporada e foi então nomeado Calouro da Semana na Big Ten Conference. Para a temporada 2018-19, ela se mudou para o clube da Bundesliga 1. FFC Frankfurt. Ela terminou sua primeira temporada com o Frankfurt em quinto lugar e marcou 10 gols em 20 jogos. Na segunda temporada de 2019-20, ela e outras duas jogadoras foram a terceira melhor artilheira da liga com 16 gols em 22 jogos e terminaram em sexto com o Frankfurt. Em julho de 2020, o 1. FFC Frankfurt foi integrado ao clube Eintracht Frankfurt e formou o departamento de futebol feminino do clube. Em 2021, ela estendeu seu contrato antecipadamente até 2025. Na temporada 2020-21, ela ficou em segundo lugar na lista de artilheiras, atrás de Nicole Billa, com 17 gols.
Ela fez sua estreia na seleção principal da Alemanha  em 7 de março de 2020, entrando como substituta de Linda Dallmann aos 73 minutos na semifinal da Copa do Algarve contra a Noruega. Ela marcou seu primeiro gol internacional em 22 de setembro de 2020 em uma vitória por 3 a 0 nas eliminatórias do Campeonato Europeu contra a seleção nacional de Montenegro para fazer 1 a 0 no segundo minuto. Em sua terceira partida internacional em 27 de novembro de 2020, ela marcou um hat trick em uma vitória por 6 a 0 nas eliminatórias do Campeonato Europeu contra a Grécia.

## Títulos
Alemanha
- Jogos Olímpicos: 2024 (medalha de bronze)